# 阪妻・立花・ユニヴァーサル連合映画
阪妻・立花・ユニヴァーサル聯合映画（ばんつま たちばな ユニヴァーサル れんごうえいが、1926年9月 契約 - 1927年5月 契約解除）は、かつて存在した日本とアメリカ合衆国との合弁による、日本の映画会社である。

## 略歴・概要
1926年（大正15年）9月、当時のスター俳優阪東妻三郎は、米国ユニヴァーサル社のために阪東妻三郎プロダクション（阪妻プロ）が映画製作を行なう旨の契約を同社と交わした。この契約は、米国公開のための契約ではなく、国内での阪妻人気に注目したユニヴァーサル日本支社長が、自社作品の日本国内での併映に、と目論んだものである。
いっぽう、阪妻プロの経営者である一立商店の立花良介は、それに先行する1925年（大正14年）に同プロダクションを設立、奈良の中川紫郎が経営する中川紫郎プロダクション撮影所、東京の高松豊次郎が経営する高松プロダクションの吾嬬撮影所などを使用していたが、翌1926年5月2日からは京都の太秦に開所した「太秦撮影所」を稼動し、阪東の主演作を製作していた。
この契約により、ユニヴァーサル社からは撮影・照明等の機材、現像機材、特殊撮影機材等、当時の金額で20万ドルに相当する供与を受け、また半年交代で3-4名の技術スタッフ派遣を受け、阪妻プロからは毎年男女優1名ずつをユニヴァーサル・シティに派遣、見学および必要に応じては出演も可能、太秦撮影所製作の映画をユニヴァーサル社が世界配給も可能、という壮大な計画を立花は発表した。
米国ユニヴァーサル社の創立社長カール・レムリも、日本映画の技術的向上を願うメッセージを日本の興行関係者に向けて送った。同年10月4日には、早くも監督ジェイ・マーチャント、現像技師アルフレッド・ゴズディン、撮影技師ハロルド・スミス、電気技師（照明技師）アル・ボックマンとともに、ベルハウエルの映画用カメラ6台、野外用ゼネ（発電機）2台、照明機材80台などが横浜港に到着した。またこの「連合映画」社の宣伝部長に、大阪時事新報社の記者でエスペランティストとしても知られる神崎泉（のちの女優桜緋紗子の父）が就任した。
設立第1作『切支丹お蝶』は翌1927年（昭和2年）1月28日に、ユニヴァーサル社配給のフランス映画『大帝の密使』（ヴィクトル・トゥールジャンスキー監督）とともに公開された。『切支丹お蝶』は、山上紀夫監督をはじめとして、東邦映画製作所の解散によって流れてきた撮影技師高城泰策らスタッフ、女優五月信子、男優高橋義信らキャストと、ハロルド・スミス、アル・ボックマンの指導による撮影が行われた。同作は、日本の映画批評界の注目の的となり、絶賛を受けた。
しかし「阪妻・立花・ユニヴァーサル連合映画」社の最大の欠点は、阪妻プロ第4作の『尊王』以降の契約を根拠に、阪東出演作の配給権は松竹キネマが握っていたことである。したがって、阪東は小沢得二監督の『嵐に立つ女』に顔を出した程度で、「連合映画」にはまったく出演できなかった。スター不在の同社現代劇は興行力に欠け、またユニヴァーサル社の思惑からも外れ、同年5月末には契約解除となり、訴訟にまで発展した。
立花と阪東の描いた世界への夢は、夢のまま終わった。「太秦撮影所現代劇部」は解散、『飛行夜叉』全3作は未完のまま、35本のサイレント映画を残した。

## フィルモグラフィ
1927年 1月
- 切支丹お蝶　原作・脚本・監督山上紀夫、撮影ハロルド・スミス・高城泰策、照明アル・ボックマン、主演五月信子、高橋義信　※同時上映『大帝の密使』（ヴィクトル・トゥールジャンスキー監督）

1927年 2月
- 吸血鬼　監督山口哲平
- 笑殺　監督川浪良太、製作ジェイ・マーチャント、原作・脚本志波西果、主演金井謹之助
- 青蛾　監督鈴木重吉
- 突風を突いて　監督深海陸蔵
- 狂乱星月夜　監督悪麗之助
- 馬鹿野郎　監督志波西果

1927年 3月
- 相寄る魂　監督小沢得二
- 濁流　監督多々羅三郎
- 明暗　監督安田憲邦
- 血潮　監督深海陸蔵
- 若人とロマンス　監督服部真砂雄
- 逆生　監督石川聖二
- 輪廻　監督門田清太郎
- 潮鳴　監督小沢得二
- 愛怨二筋道　監督宇沢芳幽貴

1927年 4月
- 嵐に立つ女 前篇　監督小沢得二
- 泥濘　監督山口哲平
- 嵐に立つ女 後篇　監督小沢得二
- 武士の家　監督深海陸蔵
- 惑路　監督笹木敦
- 当世新世帯　監督小沢得二
- 石段心中　監督古海卓二
- 仇討奇縁　監督宇沢芳幽貴
- 湖　監督服部真砂雄

1927年 5月
- 雲雀　監督鈴木重吉
- 兄貴　監督小沢得二
- 閃影 前篇　監督悪麗之助
- 閻魔帖抜書　監督宮田十三一
- 街道　監督石川聖二
- 弱虫　監督鈴木重吉
- 飛行夜叉 前篇　監督宇沢芳幽貴

1927年 6月 契約解除後
- 武士なればこそ　監督山口哲平
- 港の灯　監督印南弘

1927年 7月
- 美しき奇術師　監督近藤伊与吉
- 飛行夜叉 中篇　監督宇沢芳幽貴  ※最終作品、後篇は製作せず

## 関連事項
- ユニバーサル映画 （カール・レムリ）
- 阪東妻三郎プロダクション （阪東妻三郎、立花良介）
- ユニヴァーサル・シティ （Universal City）

## 註
1. 1 2 3 4 5 6 7 8  小松弘「モダニズムの成立-一九二七年における日本映画の状況-」『早稲田大学大学院文学研究科紀要. 第3分冊日本文学演劇映像美術史日本語日本文化』第50巻、早稲田大学大学院文学研究科、2004年、25-42頁、CRID 1050282677496040448、hdl:2065/8549、ISSN 1341-7533。「おもに1926年 - 1927年当時の「キネマ旬報」誌等の雑誌記事が引用されて構成された論文である。」
2. ↑  『日本映画俳優全集・女優編』（キネマ旬報社、1980年）の「桜緋紗子」の項の記述（p.326）を参照。同項執筆は司馬叡三。